# Bisto

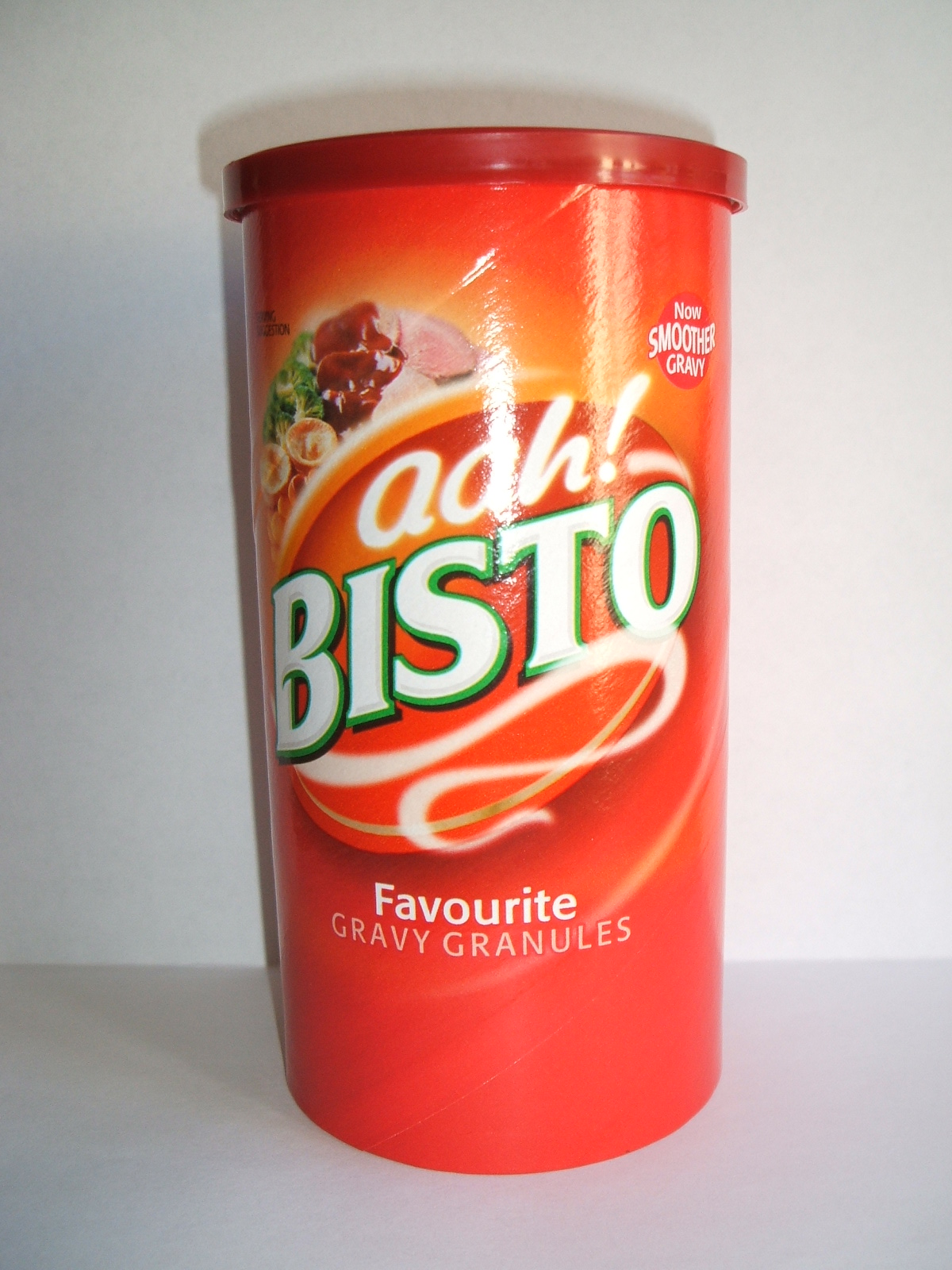
Recipient de gravy Bisto.

Bisto és una marca de menjar tradicional anglès molt famosa al Regne Unit, coneguda principalment pels productes de gravy.

## Història
El primer producte de Bisto va ser un preparat de gravy en pols amb gust de carn que s'afegia a la salsa gravy per a enfortir-ne la sabor i l'aroma. Va aparèixer l'any 1908, i ràpidament esdevingué un dels productes més venuts al Regne Unit. Messrs Roberts & Patterson, els inventors, el van anomenar “Bisto” com a abreviació de “Browns, Seasons and Thickens in One” ("Dona color, gust i consistència, tot a la vegada").
L'any 1979 es van presentar els Bisto Granules (preparat de Bisto en pols). Es dissol la pols amb aigua calenta i en surt un succedani de la gravy. En vistes de l'afició dels consumidors britànics pels productes (o substitutius de menjar) que es preparen ràpidament i fàcil, el producte es va capitalitzar. L'any 2005, Bisto Gravy Granules ja dominava el mercat britànic, amb una quota superior a 70%. Totes les cadenes de supermercats britàniques solen tenir productes Bisto a la venda.

## Sabors
Aquests famosos recipients vermells són la sabor “preferida” dels consumidors, i suposadament tenen gust de carn de bou (tot i que no en contenen). El Bisto té altres varietats de productes per acompanyar carn de pollastre, de gall d'indi, de xai i altres tipus de carn.
L'any 1991 Bisto va presentar un nou tipus de preparat en pols de vedella, que es venia en un recipient de vidre i era més car. Tenia un gust més intens que els preparats en pols estàndard. L'any 1993 van aparèixer altres varietats amb gust de pollastre i ceba, i van rellançar tota la gamma amb el nom de “Bisto Best” (El millor de Bisto).
Recentment s'ha creat un preparat de gravy Bisto anomenat “Heat And Pour” (Escalfar i servir) amb gust de vedella i pollastre. Es ven en recipients de plàstic que es poden escalfar.
L'any 2004 Bisto es va diversificar en productes freds i congelats amb la introducció de Bisto Roast Potatoes (Patates rostides Bisto), Bisto Yorkshire puddings (pastes salades en forma de bol que acompanyen la carn i els rostits) i Bisto Frozen Mashed Topped Pies (pastissos salats).
Bisto també ofereix una gamma de salses que inclou beixamel, salsa de formatge, curri i salsa verda, en preparats en pols. També ofereix salses per a guisats en recipients de vidre.

## Publicitat
Bisto és una marca reconeguda tant per la seva antiguitat com per les campanyes publicitàries que ha dut a terme. L'any 1919, van aparèixer per primer cop als diaris els Bisto Kids (els nens Bisto), creats per l'il·lustrador Will Owen (1869-1957), i de seguida es van fer famosos.
Els anys 30 es va dur a terme una competició a Birmingham amb la finalitat d'escollir el nom dels dos bessons protagonistes de l'anunci de Bisto, un nen i una nena vestits amb roba esparracada, que quan senten l'olor deliciosa de la gravy Bisto s'aturen a flairar-la i exclamen “Aah, Bisto!”. Els guanyadors de la competició, que van rebre una preciosa nina de porcellana de premi, van ser el Sr i la Sra Simmonds, i els bessons van passar a anomenar-se Bill i Maree.
Tot i que ja fa molts anys que els nens Bisto no formen part de la publicitat de la marca, molta gent encara els identifica. Posteriorment els nens Bisto també han aparegut en altres campanyes publicitàries.
Durant els anys 80, l'empresa va presentar una sèrie d'anuncis a Gran Bretanya, i concretament l'any 1984, RHM Foods va crear una competició a nivell nacional amb la intenció de trobar els primers nens Bisto de carn i ossos. Això va ser l'inici dels “The Bisto Kids of the Year Awards” (El premis anual dels nens Bisto), que actualment ja no se celebra. La primera edició la van guanyar Hayley Griffiths i Jimmy Endicott, dos nens de sis anys de Doncaster. Es van convertir en la imatge de Bisto en els esdeveniments públics i de màrqueting, i també van protagonitzar l'anunci que va aparèixer a televisió en hora punta per trobar els pròxims nens Bisto. A l'anunci es veia com Hayley i Jimmy es barallaven per una lupa mentre buscaven un globus gegant, després apareixien en un vaixell de gravy agafant paquets de Bisto i al final s'esvaïen enmig d'un núvol de fum. Durant dotze mesos i fins a l'any 1985, la parella de nens van ser l'encarnació moderna dels nens pobres i esparracats dels quals hem parlat.
L'última campanya de Bisto anima les famílies a seure a la taula una nit a la setmana per menjar alguna cosa més elaborada, i ha rebut suport de polítics i membres del clergat.

## Propietat i competència
Des de la seva creació, Bisto ha tingut diferents propietaris. Actualment és propietat de Premier Foods, que va adquirir Bisto el mes de març de 2007, quan va comprar Rank Hovis McDougall per crear la major empresa de fabricació de menjar britànica. En aquell moment, el director de Premier Foods va dir "Quan vam adquirir RHM, crec que cap de nosaltres es va adonar que aquest antic cavall de guerra, Bisto, era part de tot plegat. Per a nosaltres només és gravy". L'empresa patrocina el Bisto Book of the Year Awards a la República d'Irlanda.
El major competidor de Bisto és Goldenfry Foods Ltd, una empresa que produeix gravy com el que es ven als supermercats, de marca pròpia.